# Fábricas de indianas

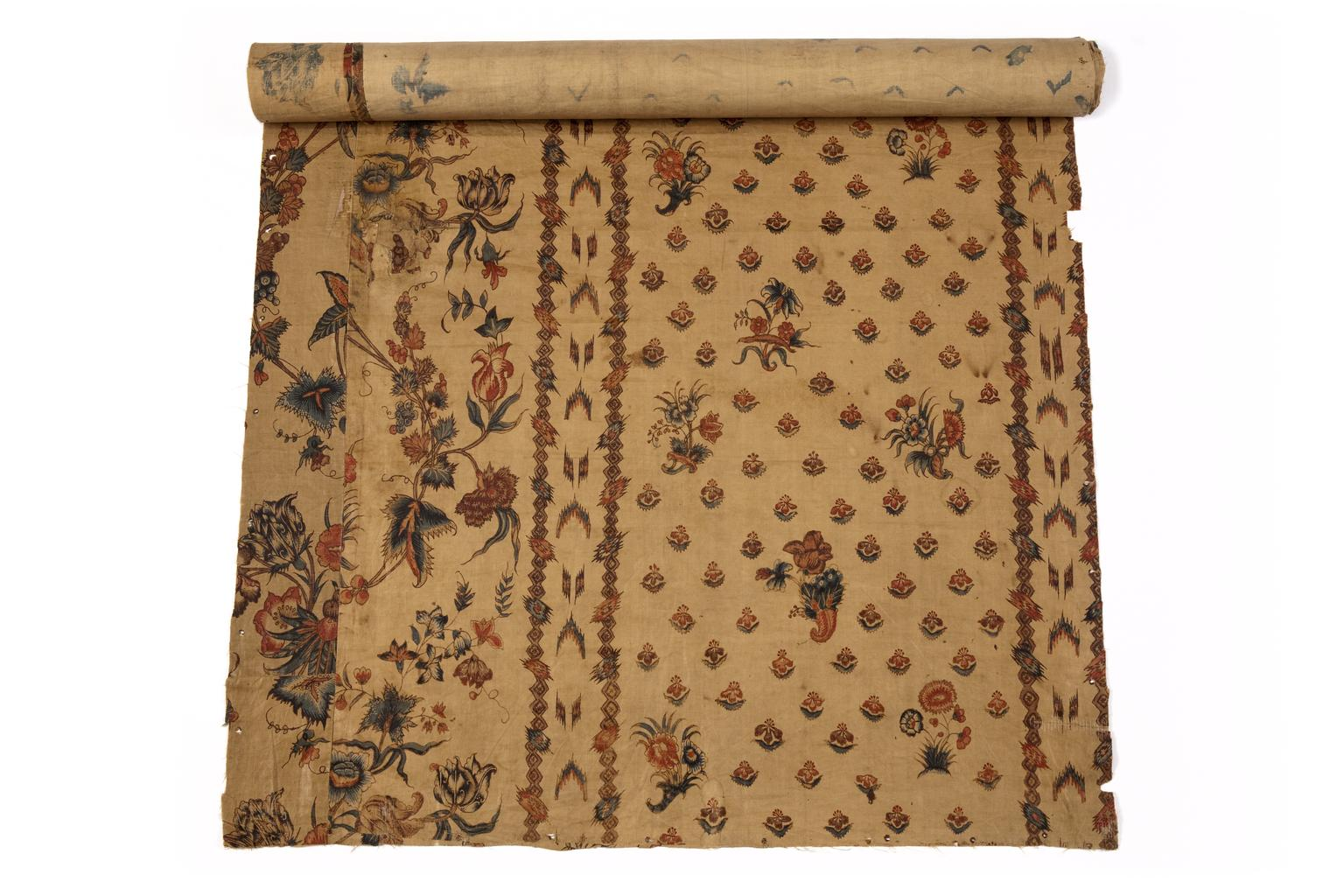
Una indiana de Palampore, India siglo XVIII

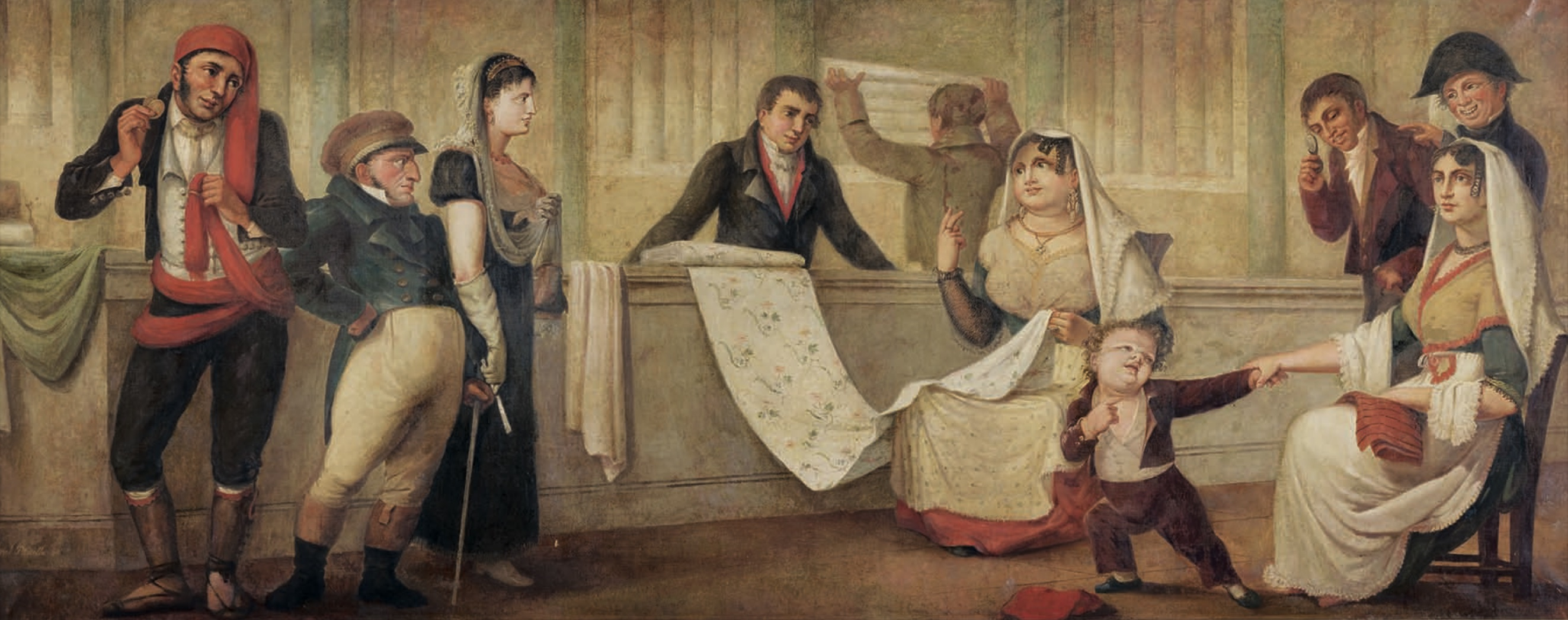
Tienda de indianas, Barcelona, 1824

Fábricas de indianas fueron unas instalaciones industriales que se establecieron en Barcelona desde 1738 (Esteve Canals), pero especialmente a finales del siglo XVIII y comienzos del siglo XIX, cuando su número se incrementa de forma importante; y hasta 1833, cuando la fundación de la fábrica Bonaplata supuso un salto tecnológico importante.

## Historia
Se denominaron así por el producto que fabricaban: las indianas, un tipo de estampado sobre telas de algodón o lino, que inicialmente no se tejían en España, sino que se importaban de la India, y cuyo destino era, además de abastecer el consumo interior, la exportación a las colonias españolas de América ("las Indias"). También se utiliza el término indianería para referirse a este ramo de la industria.
Son un tema historiográfico muy importante, tanto para la historia económica y social como para la historia de la ciencia y la tecnología en España; puesto que, dadas sus características de transición entre lo preindustrial y lo propiamente industrial, protagonizaron los inicios de la accidentada Revolución industrial en España y del movimiento obrero español; así como la introducción de las primeras máquinas de vapor.
Las primeras manufacturas de indianas y lienzos estampados aparecieron en Barcelona durante el primer tercio de siglo, en los años 1720 y 1730, al abrigo de la política proteccionista propia del mercantilismo colbertista borbónico, con medidas tales como prohibir la entrada de géneros extranjeros y asignar subsidios a la importación del algodón y de otras materias primas.
En 1756 existían ya 15 fábricas con franquicia real, y otras tantas sin ella. En la segunda mitad de siglo siguió la expansión: 25 unidades, de las que 2 se hallan en Manresa y una en Mataró. Se trataba de fábricas de escasa dimensión, la mayoría con un número de telares entre 14 y 50, y sólo la mayor llegaba al centenar. Las Ordenanzas que el rey nuestro señor, que Dios guarde, manda observen los fabricantes de indianas, cotonadas y blavetes del principado de Cataluña, para asegurar el buen régimen y gobierno de estas fábricas y la mayor perfección de los texidos y pintados, de 1767, regularon el sector.  En 1775 se calculó que entre todas empleaban a unos 50.000 trabajadores, en su mayor parte mujeres y niños. En la década de 1780 el número de establecimientos controlados se elevaba a 62.